# 751 (číslo)
Sedm set padesát jedna je přirozené číslo. Následuje po čísle sedm set padesát a předchází číslu sedm set padesát dva. Římskými číslicemi se zapisuje DCCLI a řeckými číslicemi ψνα.

## Matematika
751 je:
- Deficientní číslo
- Prvočíslo
- Nešťastné číslo

## Astronomie
- (751) Faïna je planetka hlavního pásu, kterou objevil v roce 1913 Grigory Neujmin

## Roky
- 751
- 751 př. n. l.